# Миколайчук Дмитро Васильович
Дмитро́ Васи́льович Миколайчу́к (13 червня 1993 — 24 січня 2015) — старший солдат Національної гвардії України, учасник російсько-української війни.

## Життєпис
Народився 13 червня 1993 року в селі Ломачинці, Віньковецького району, Хмельницької області.
В 2000 році пішов до Говорівської школи. В 2007 році перейшов до Осламівської ЗОШ І-ІІІ ст., де закінчив 9 класів.
З 01.09.2009 p. по 30.06.2013 року навчався у Хмельницькому ВПТУ № 4 за професією «штукатур, лицювальник-плиточник, маляр». Переможець конкурсів фахової майстерності.
Після закінчення ПТУ вступив до Кам'янець-Подільського коледжу будівництва, архітектури та дизайну на заочну форму навчання.
З осені 2013 року проходив строкову службу у Внутрішніх військах.
Стрілець, Херсонська військова частина Південного ОТО НГУ.
Близько 9:20 24 січня 2015-го загинув внаслідок обстрілу з РСЗВ «Град» блокпосту Національної гвардії України, розміщеного на підступах до Маріуполя — у селищі Виноградному. Ще один військовослужбовець НГУ зазнав поранення, у селищі зруйновані кілька житлових будинків, лінії електропередач, газорозподільна станція.
Мав батьків, брата, дві сестри. Похований у селі Ломачинці.

## Нагороди та вшанування
- Указом Президента України № 176/2015 від 25 березня 2015 року, «за особисту мужність і високий професіоналізм, виявлені у захисті державного суверенітету та територіальної цілісності України», нагороджений орденом «За мужність» III ступеня (посмертно)[1].
- 4 вересня 2018 року у місті Хмельницький на фасаді будівлі Хмельницького ВПТУ № 4 відкрили меморіальні дошки трьом полеглим на війні випускникам закладу, — Дмитру Миколайчуку, Руслану Ліщуку та Миколі Грабарчуку[2].
- Вшановується в меморіальному комплексі «Зала пам'яті», в щоденному ранковому церемоніалі 24 січня[3][4].